# 팔달령 장성

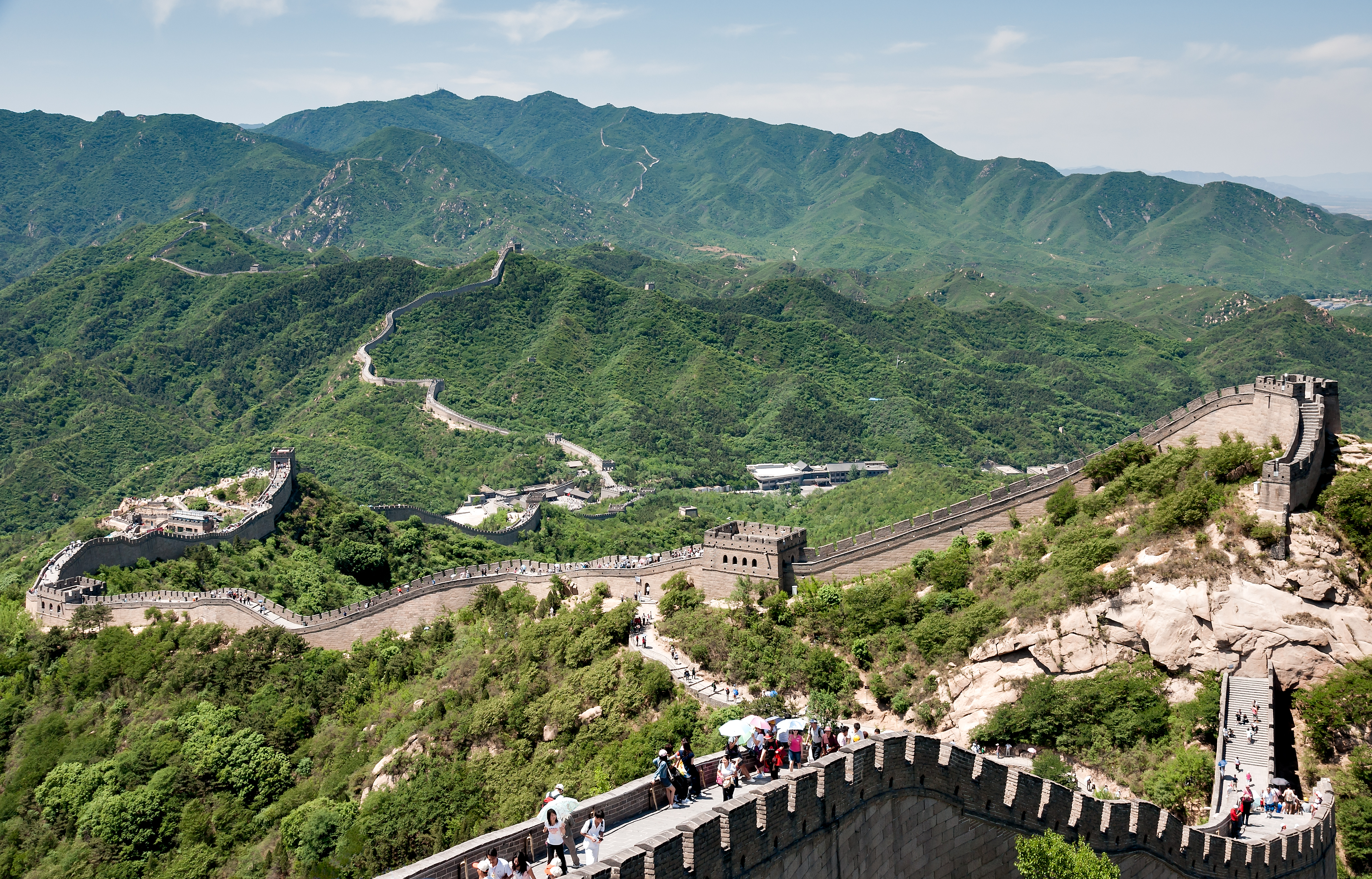

팔달령 장성(중국어 간체자: 八达岭长城, 정체자: 八達嶺長城, 병음: Bādálĭng Chángchéng 바다링 장청[*])는 중화인민공화국 베이징 시 옌칭 현(延慶県)에 위치한 장성이다. 유네스코가 지정한 세계문화유산인 만리장성 중 일반인들에게 공개된 유명한 관광지이다.

## 개요
만리장성 중 가장 빨리 관광지로 일반인에 공개된 장소이다. 현재의 옛날 건축의 잔존물은 명대에 건설된 것이다.
베이징 교외에 위치하며 북경 시내와 직통하는 팔달령 고속도로가 건설되는 등 접근성이 편리해, 연간 많은 관광객이 방문한다. 겨울철에는 북경 시내보다 기온이 내려가고, 봄은 황사 현상이 많으며, 7월 무렵에는 안개가 자주 발생하여 온난하고 맑은 하늘이 많은 가을 철이 가장 혼잡하다.
이 지구의 장성은 수도 방위와 왕조의 위엄을 나타내기 위해 축조되었으므로 특히 견고한 건축물이 되었다. 일반적인 벽돌로 건축되어 곳곳에 망루가 있는 만리장성은 북경 근교의 장성 특유의 양식을 가지고 있다. 이곳을 포함해 일반 관광객에게 공개되고 있는 곳은 대규모 복원이 실시되어 골짜기 입구에서 양측의 산에 있는 장성 모두 공개되고 있다.
관광용 케이블카가 양측 산 위까지 설치되어, 이것을 이용해 산위로 바로 이동할 수도 있다.

## 교통
시내에서 가려면 고속도로를 이용한 접근이 가장 일반적이다. 이곳과 명십삼릉을 주유하는 투어버스도 있다.
공공교통으로는 북경 북부 덕승문(德勝門)에서 출발하는 버스 노선이 운행되고 있다. 노선버스에는 고속도로로 직행하는 〈공조호화쾌차〉(空調豪華快車)(약 1시간 소요 )와 고속도로에서 일반도로로 내려와 도중 버스 정류장에 정차하는 〈공조차〉(약 1시간 반 소요)가 있다. 또 북경 북역으로부터 출발하는 철도(약 1시간 소요)도 운행되고 있어 운항 횟구가 시간 당 1편 정도 운행되고 2라인이 설치되어 있고, 내리막길 만 이용하는 소형 카트도 부설되어 있다.

## 부속 시설
산기슭에는 장성박물관이 있고, 장성 입장권을 가지고 있는 사람은 입장권을 제시하면 무료로 입장할 수 있다. 남쪽 산기슭에는 웅락원(熊樂園)이라는 시설도 운영되고 있다.

## 같이 보기
- 만리장성
- 영락제